# Radomychl
Radomychl (en ukrainien : Радомишль ; en russe : Радомышль ; en polonais : Radomyśl) est une ville de l'oblast de Jytomyr, en Ukraine. Sa population s'élevait à 13 973 habitants en 2021.

## Géographie
Radomychl est située sur la rive gauche de la rivière Teteriv, un affluent du Dniepr, à 48 km au nord-est de Jytomyr.

## Histoire
La ville est mentionnée pour la première fois sous le nom de Mitchesk ou Myk-gorod dans les chroniques de 1150 relatant la victoire du prince Vladimir de Galitch sur le prince Iziaslav de Kiev. En 1362, elle passa sous la domination lituanienne. Elle est mentionnée sous le nom de Mytsko dans un document historique de 1390. À partir de 1569, elle fit partie de l'Union Pologne-Lituanie sous le nom de Radomysl. Au début du XVIIe siècle, la première papeterie d'Ukraine y est établie. Avec la deuxième partition de la Pologne, en 1793, elle fut incorporée à la Russie et devint un centre de district du gouvernement de Volhynie (1795), puis du gouvernement de Kiev (1797-1925). Une communauté juive s'y développa à partir du XVIIIe siècle, représentant 80 pour cent de la population en 1797 et encore 67 pour cent au recensement de 1897. Au début du XXe siècle, l'économie locale comptait des tanneries et des moulins à farine et exportait du bois, du blé et des champignons.
Au printemps 1919, pendant la guerre civile russe, des centaines de Juifs de Radomychl et de ses environs furent victimes de pogroms menés par les bandes de paysans de l'hetman Sokolovski. En 1927, Radomychl reçut le statut de ville. Pendant la Seconde Guerre mondiale, elle fut occupée par l'Allemagne nazie. En août 1941, 276 juifs sont assassinés dans deux executions de masse. Le 6 septembre 1941, un Einsatzgruppen d'allemands et de policiers ukrainiens assassine 1107 adultes et 561 enfants. Six charniers sont découverts dans la forêt voisine. 250 juifs restent dans la ville jusqu'en 1970,.

## Population
Recensements (*) ou estimations de la population :
| 1897*  | 1923*  | 1926*  | 1939*  | 1959*  | 1970*  |
| ------ | ------ | ------ | ------ | ------ | ------ |
| 10 906 | 12 248 | 12 445 | 11 675 | 11 427 | 10 528 |

| 1979*  | 1989*  | 2001*  | 2011   | 2012   | 2013   |
| ------ | ------ | ------ | ------ | ------ | ------ |
| 15 561 | 16 999 | 15 326 | 15 003 | 15 002 | 14 943 |

| 2021   | - | - | - | - | - |
| ------ | - | - | - | - | - |
| 13 973 | - | - | - | - | - |

## Personnalités
Il s'agit de la ville de naissance d'Oleksandr Zinchenko, footballeur international ukrainien évoluant à Arsenal FC en Premier League.

## Honneur
L'astéroïde (159011) Radomychl porte son nom.